# Panasonic (equip ciclista)
El Panasonic és un antic equip ciclista neerlandès que va existir entre 1984 i 1992. L'equip era patrocinat per l'empresa Panasonic. L'equip es formà el 1984 de la mà de Peter Post, arran de l'escissió de l'equip TI-Raleigh, que tingué com a conseqüència la creació de dues estructures diferents: el Kwantum Hallen, amb Jan Raas al capdavant, i el Panasonic.
L'equip es va dissoldre a la fi de la temporada 1992, ja que tot i alguns rumors sobre possibles acords amb altres patrocinadors, com ara Toyota, finalment no es materialitzà cap acord.

## Principals victòries
- Campionat de Zuric: Phil Anderson (1984), Viatxeslav Iekímov (1992)
- Tour de Flandes: Johan Lammerts (1984), Eric Vanderaerden (1985)
- Gant-Wevelgem: Eric Vanderaerden (1985), Teun van Vliet (1987)
- París-Tours: Phil Anderson (1986)
- París-Roubaix: Eric Vanderaerden (1987), Jean-Marie Wampers (1989), Eric Van Lancker (1990)
- Amstel Gold Race: Eric Van Lancker (1989), Olaf Ludwig (1992)
- Lieja-Bastogne-Lieja: Eric Van Lancker (1990)
- Gran Premi de les Amèriques: Eric Van Lancker (1991)
- Wincanton Classic: Eric Van Lancker (1991)

### Grans Voltes
| - Tour de França: - 11 participacions (1984, 1985, 1986, 1987, 1988, 1989, 1990, 1991, 1992) - 12 victòries d'etapa : - 2 el 1985: Eric Vanderaerden (2) - 3 el 1985: Johan Lammerts, Eric Vanderaerden (2) - 2 el 1986: Johan van der Velde, Eddy Planckaert - 1 el 1987: Erik Breukink - 1 el 1989: Erik Breukink - 1 el 1990: Olaf Ludwig - 1 el 1991: Viatxeslav Iekímov - 1 el 1992: Olaf Ludwig - 4 classificacions secundàries: - Classificació dels joves: Erik Breukink (1988), Eddy Bouwmans (1992) - Classificació per punts: Eric Vanderaerden (1986), Olaf Ludwig (1990) | - Giro d'Itàlia - 5 participacions (1986, 1987, 1988, 1989, 1990) - 12 victòries d'etapa: - 2 el 1986: Johan van der Velde, Eric Van Lancker - 3 el 1987: Erik Breukink, Eddy Planckaert, Robert Millar - 2 el 1988: Erik Breukink, Urs Freuler - 4 el 1989: Jean-Paul Van Poppel (2), Urs Freuler (2) - 1 el 1990: Allan Peiper - 1 classificació secundària: - Gran Premi de la muntanya: Phil Anderson ([1987) | - Volta a Espanya - 3 participacions (1985, 1986, 1991) - 6 victòries d'etapes : - 3 el 1985: Bert Oosterbosch, Eddy Planckaert (2) - 3 el 1986: Robert Millar, Eddy Planckaert (2) |

## Principals corredors
- Phil Anderson
- Eddy Planckaert
- Steven Rooks
- Theo De Rooy
- Eric Van Lancker
- Erik Breukink
- Eric Vanderaerden
- Rudy Dhaenens
- Maurizio Fondriest
- Olaf Ludwig